# Robert Montgomery (poet)
Robert Montgomery, född 1807, död 1855, var en engelsk författare av uppbyggelsepoem. 
Montgomery var en eftersökt predikant i London. Hans diktverk, Omnipresence of the deity (1828; 28:e upplagan 1858), Satan (1830), The Messiah (1832), Luther (1842) med flera, samlade 1853, blev föremål för en förkrossande kritik av Macaulay (1842), vilket dock inte hindrade, att somliga av hans dikter blev mycket populära.